# 龍族詩社
龍族詩社是1970年代台灣相當重要的現代詩社。成立於1971年1月1日。發起者有辛牧、施善繼、蕭蕭、林煥彰、陳芳明、喬林、景翔、高信疆、蘇紹連、林佛兒等。1971年3月《龍族》詩刊季刊創刊，發行到1976年5月停刊。以「我們敲我們自己的鑼，打我們自己的鼓，舞我們自己的龍」作為號召。陳芳明在《龍族詩選》的序文〈新的一代新的精神〉，明確提出所謂的「龍族精神」，認為：龍族精神就是開放、兼容並蓄的精神；詩人們必須走民族風格的路線，把握此時此地的中國，與自身所處的時代和民族攜手並進。

## 詩刊發行
- 1971年10月6日詩人吳瀛濤過世，詩社在第4期《龍族》詩刊推出詩人的簡介及十九首詩作。
- 1973年7月推出第9期「龍族評論專號」，由高信疆主編，這份專號引起很大的爭議，因為幾位作者對台灣當前的詩風，提出嚴厲的檢討與批判。
- 1975年11月23日，第15期開闢「飲水篇」，作為新詩史料的整理專欄。

## 詩選的出版
- 1973年6月5日，該社主編的《龍族詩選》由林佛兒經營的林白出版社出版。這部詩選收錄同仁蘇紹連、陳芳明、黃榮村、林忠彥、施善繼、高信疆、喬林、辛牧、劉玲、林佛兒、陳伯豪、景翔、林煥彰的詩作[3]。

## 評價
- 彭瑞金認為：龍族詩社的民族風格、現實關懷，雖然與現代詩西化派的「國際化」、「世界化」的傾向對應，但是仍然沒有紮根在台灣這片土地，而重蹈過往《葡萄園》詩刊的覆轍─兩者都沒有辦法從根本改變國內現代詩創作的晦澀貧乏[4]。

## 資料來源
1. ↑  葉石濤/著，《台灣文學史綱》，高雄市：春暉出版社，2003年再版，頁155。
2. ↑  趙天儀/著，《台灣文學的週邊》，台北縣：富春文化，2000年初版，頁104~105。
3. ↑  文訊雜誌社/編輯，《光復後台灣地區文壇大事記要(增訂本)》，台北市：文建會，1995年6月2版。
4. ↑  彭瑞金/著，《台灣新文學運動40年》，高雄市：春暉出版社，2004年9月再版，頁194。